# Sebestyén Aba
Sebestyén Aba (Brassó, 1973. december 8. –) a marosvásárhelyi Nemzeti Színház színművésze és a marosvásárhelyi Yorick Stúdió magyar vezetője.

## Életpályája
Gyerekként a második Bölöni László akart lenni, profi szinten focizott. 16 évesen a sepsiszentgyörgyi B ligás csapat tagja. Szeretett volna a bölcsészkaron végezni Kolozsváron, és közben sportolni is, de végül a Marosvásárhelyi Művészeti Egyetemen, színművészet szakon folytatja tanulmányait. Osztályvezetője, mestere Lohinszky Loránd. Szabadidejében szívesen főz, színészi munkája mellett rendezőként és tanárként is dolgozik. Elmondása szerint a színészetet jobban szereti, de ha választani kellene, nem tudna. A színészi és a rendezői munka nem összehasonlítható egymással. Számára a színészet az első szerelem, ugyanakkor nagy kihívás színészként és rendezőként is maximálisan teljesíteni. Az általa rendezett Bányavirág elnyerte a 2012-es POSZT (Pécsi Országos Színházi Találkozó) fődíját.
A Bányavirág kapcsán a színész-rendező elmondta, hogy sosem úgy készít előadást, hogy előzetesen gondoljon a szakmára vagy a lehetséges fesztiválszereplésekre. "Az ember úgy csinál színházat, hogy megpróbál nyitottan, kíváncsian és érzékenyen reagálni mindarra, ami körülötte, a társadalomban történik." Az előadásról V. Gilbert Edit kritikus a következőket írja: "Minden porcikájában működő, a térrel, a zenével, a ritmussal összehangoltan bánó egész. Erős csapatmunka." A Revizor kritikai portál kritikusa, Kovács Dezső a rendezés szikárságáról beszél kritikájában, valamint arról, hogy az előadás egyszerre "felkavar, szíven üt és megnevettet", a helyenkénti ritmushibák ellenére is nyelvi erővel, drámai telítettséggel bír.
A 2011/2012-es évadban Sebestyén Aba egy önálló produkción is dolgozott, Kocsis István monodrámája alapján, Török Viola  dramaturg-rendezővel. A tér az abszolút térelmélet matematikai megalkotója, Bolyai János alakját és szellemiségét idézi meg, ám a monodrámában a matematikus ezúttal filozófusként jelenik meg. A főszereplő a gondolkodó-alkotó ember önmeghatározó  dilemmáival keresi helyét az őt körülvevő világban, amit egyszerűen „TÉR"-nek nevez. A világot „másként látó  geométer" az emberiség „üdvét tartja legfontosabb feladatának, mely az önmagunk legyőzésén alapuló felemelő érzés, a végtelen tér megtapasztalása, az időtlen ÉN csillagként alakuló felfedezése." Sebestyén Aba a színpad terébe és a néző tekintetébe kapaszkodva megidézi Bolyai János sajátságos térmegélését, személyiségének letisztulásán keresztül mindnyájunk számára elérhetővé téve az abszolút tér-élményt. A színészt elmondása szerint "maga a zseni, a zseni személyisége" érdekelte, az, "hogy mitől lesz valaki zseni." A produkciót V. Gilbert Edit a következőkkel illeti: "Megrázó, ritka, megvalósult színházi pillanat: matematikából kibomló filozófiával varázsolni színpadi jelenlétet, eufórikus állapotot, célozni és éreztetni meg az üdvözülés térdimenzióját. " 
Székely Csaba trilógiájának következő részeivel, a Bányavaksággal és a Bányavízzel is foglalkozott,  színész-rendezőként. Sebestyén Aba továbbra is a marosvásárhelyi társulat színeszeként is aktívan dolgozik.

## Tanulmányai
- 1992-1996 - Marosvásárhelyi Művészeti Egyetem, színművészet szak
- 2004-től doktorandusz a bukaresti I.L. Caragiale Színház és Filmművészeti Egyetemen

## Szerepei
- Angelo, a helytartója (Szeget szeggel, Marosvásárhely, 2008)
- Cirill (Yvonne, burgundi hercegnő, Marosvásárhely, 2007)
- Glanz Hugó (Györgyike, drága gyermek, Marosvásárhely, 2004)
- Kalil (Az arab éjszaka, Marosvásárhely, 2004)
- 7. sz. Esküdt (Tizenkét dühös ember, Marosvásárhely, 2004)
- Barta Jani, mészáros (A dilis Resner, Marosvásárhely, 2004)
- Dr. Beck Gyula (Boldogtalanok, Marosvásárhely, 2004)
- Patikárius Jancsi (Édes Anna, Marosvásárhely, 2003)
- Lelio (Két nő közt, Marosvásárhely, 2003)
- A rendőr (A kötelesség oltárán, Marosvásárhely, 2003)
- Lucrezio (Anconai szerelmesek, Szatmárnémeti, 2001)
- Romeo, Montague fia (Rómeó és Júlia, Szatmárnémeti, 2001)
- Romeo (Rómeó és Júlia, Csíkszereda, 2001)
- Báty (A tékozló fiú, Csíkszereda, 2000)
- Baracs István (Mágnás Miska, Csíkszereda, 2000)
- Demetrius, szerelmes Hermiába (Szentivánéji álom, Szatmárnémeti, 1998)
- Edmund, Gloucester gróf fattyja (Lear király, Szatmárnémeti, 1997)

## Díjak, kitüntetések
- Nívó díj – Szatmárnémeti Szentgyörgyi Albert Társaság különdíja (1997)
- Pályakezdő díj – a Brassói Kortárs Dráma Fesztivál zsűriének különdíja (1997)
- Uniter Pályakezdő díj – A Romániai Országos Színházi Szövetség díja (1998)
- Nádai István emlékérem (2002)
- A legjobb férfialakítás díja - Romániai Kisebbségi Színházak Kollokviuma - Gyergyószentmiklós (2009)
- A legjobb előadás díja - IX. Nemzetiségi Színházi Kollokvium – Gyergyószentmiklós (2011) (Székely Csaba:  Bányavirág, rendezés)
- POSZT fődíj - Pécsi Országos Színházi Találkozó - Pécs (2012) (Székely Csaba:  Bányavirág, rendezés)

## Filmszerepek
- Jancsi – Világszám! (Rendező: Koltay Róbert) - 2004.

## Rendezett darabok
- Gianina Cărbunariu: Stop the tempo – Marosvásárhely (2008)
- Egressy Zoltán: Sóska, sültkrumpli
- Székely Csaba: Bányavirág (a Tompa Miklós Társulattal közös produkció)
- Ion Luca Caragiale: Zűrzavaros éccaka (a Marosvásárhelyi Művészeti Egyetemmel közös produkció)